# Caatinganthus rubropappus
Caatinganthus rubropappus là một loài thực vật có hoa trong họ Cúc. Loài này được (Soar.Nunes) H.Rob. mô tả khoa học đầu tiên năm 1999.